# تشاد تريسي (لاعب كرة قاعدة)
تشاد تريسي (بالإنجليزية: Chad Tracy)‏ هو لاعب كرة قاعدة أمريكي، ولد في 22 مايو 1980 في تشارلوت في الولايات المتحدة.

## وصلات خارجية
- تشاد تريسي (لاعب كرة قاعدة) على موقع دوري كرة القاعدة الرئيسي (الإنجليزية)
- تشاد تريسي (لاعب كرة قاعدة) على موقع الدوري الياباني لكرة القاعدة (الإنجليزية)
- تشاد تريسي (لاعب كرة قاعدة) على موقعبيزبول رفرنس.كوم (الدوري الرئيسي) (الإنجليزية)
- تشاد تريسي (لاعب كرة قاعدة) على موقعبيزبول رفرنس.كوم (الدوري الثانوي) (الإنجليزية)
- تشاد تريسي (لاعب كرة قاعدة) على موقع إي إس بي إن.كوم (أم.أل.بي) (الإنجليزية)
- تشاد تريسي (لاعب كرة قاعدة) على موقع مشجعي الرسوم البيانية (الإنجليزية)